# Dania na Mistrzostwach Europy w Lekkoatletyce 2016
Dania na Mistrzostwach Europy w Lekkoatletyce 2016 – reprezentacja Danii podczas Mistrzostw Europy w Amsterdamie liczyła 12 zawodników (8 mężczyzn i 4 kobiety).

## Występy reprezentantów Danii

### Mężczyźni

#### Konkurencje biegowe
| Zawodnik                | Konkurencja                   | Eliminacje | Eliminacje | Półfinał | Półfinał | Finał    | Finał |
| Zawodnik                | Konkurencja                   | Rezultat   | Poz.       | Rezultat | Poz.     | Rezultat | Poz.  |
| ----------------------- | ----------------------------- | ---------- | ---------- | -------- | -------- | -------- | ----- |
| Andreas Bube            | Bieg na 800 m                 | 1:48.36    | 8. Q       | 1:47.55  | 9.       | NQ       | NQ    |
| Andreas Bueno           | Bieg na 1500 m                | 3:46.44    | 31.        | —        | —        | NQ       | NQ    |
| Andreas Martinsen       | Bieg na 110 m przez płotki    | 13.65      | 5. Q       | 13.89    | 23.      | NQ       | NQ    |
| Nicolai Hartling        | Bieg na 400 m przez płotki    | 51.49      | 17.        | NQ       | NQ       | NQ       | NQ    |
| Jakob Dybdal Abrahamsen | Bieg na 3000 m z przeszkodami | DNF        | DNF        | —        | —        | NQ       | NQ    |
| Ole Hesselbjerg         | Bieg na 3000 m z przeszkodami | 8:32.17    | 5. Q       | —        | —        | 8:42.27  | 11.   |
| Abdi Hakin Ulad         | Półmaraton                    | —          | —          | —        | —        | 1:03:22  | 5.    |

#### Konkurencje techniczne
| Zawodnik         | Konkurencja   | Eliminacje | Eliminacje | Finał    | Finał   |
| Zawodnik         | Konkurencja   | Rezultat   | Pozycja    | Rezultat | Pozycja |
| ---------------- | ------------- | ---------- | ---------- | -------- | ------- |
| Rasmus Jørgensen | Skok o tyczce | 5.35       | 19.        | NQ       | NQ      |

### Kobiety

#### Konkurencje biegowe
| Zawodniczka                | Konkurencja                | Eliminacje | Eliminacje | Półfinał | Półfinał | Finał    | Finał |
| Zawodniczka                | Konkurencja                | Rezultat   | Poz.       | Rezultat | Poz.     | Rezultat | Poz.  |
| -------------------------- | -------------------------- | ---------- | ---------- | -------- | -------- | -------- | ----- |
| Sara Slott Petersen        | Bieg na 400 m przez płotki | —          | —          | 55.59    | 1. Q     | 55.12    |       |
| Stina Troest               | Bieg na 400 m przez płotki | 56.32      | 1. Q       | 56.03    | 7. q     | 56.34    | 7.    |
| Anna Sofie Holm Baumeister | Półmaraton                 | —          | —          | —        | —        | 1:15:40  | 44.   |
| Jess Draskau-Petersson     | Półmaraton                 | —          | —          | —        | —        | 1:13:50  | 31.   |